# SN 2002H
SN 2002H – supernowa typu Ia odkryta 19 stycznia 2002 roku w galaktyce M-02-35-11. W momencie odkrycia miała maksymalną jasność 16,70m.